# Fluidra
Fluidra ist ein spanischer Großsortimenter für Schwimmbadtechnik und Wasseraufbereitung. Es werden sowohl Produkte der konzerneigenen Firmen Calplas, Cepex und MTH AG als auch Fremdprodukte verkauft.

## Geschichte
Das Unternehmen wurde 1969 von vier katalanischen Familien (Planes, Serra, Corbera und Garrigós) mit dem Namen Astral Construcciones Metálicas gegründet. Die Gründungsfamilien halten immer noch 49,9 % der Anteile.
Das Unternehmen mit Hauptsitz in Sabadell, Barcelona, ist ein Unternehmen für Schwimmbad- und Wellnessausrüstung. Der Vorstandsvorsitzende ist Eloi Planes. Im Jahr 2007 wurde das Unternehmen eine Aktiengesellschaft, die an der Madrider Börse notiert ist. Im Juli 2018 fusionierte Fluidra mit Zodiac und das fusionierte Unternehmen hatte etwa 5.500 Mitarbeiter. Es ist in über 45 Ländern vertreten und besitzt Marken wie Jandy, AstralPool, Polaris, Cepex, Zodiac, CTX Professional und Gre. Ende 2018 betrug der Umsatz von Fluidra 1,6 Milliarden Euro.

## Eigentümerstruktur
Per Ende 2023 sind folgende Eigentümer festzustellen:
- Gründerfamilien (Edrem SL, Dispur SL, Boyser SL, Aniol Piumoc Inversions) (28,2 %)
- Rhone Capital (11,7 %)
- Schwarzsee 2018 SL (7 %)
- G3T SL (5,7 %)

Die restlichen 47,3 % können daher dem Streubesitz zugeordnet werden.